# Витон-Гленмонт (Мериленд)
Витон-Гленмонт (енгл. Wheaton-Glenmont) град је у америчкој савезној држави Мериленд.

## Демографија
По попису из 2000. године број становника је 57.694.
| Група             | 2000.          | 2010.    |
| Белци             | 23.093 (40,0%) | 0 (0,0%) |
| Афроамериканци    | 10.862 (18,8%) | 0 (0,0%) |
| Азијати           | 7.018 (12,2%)  | 0 (0,0%) |
| Хиспаноамериканци | 14.956 (25,9%) | 0 (0,0%) |
| Укупно            | 57.694         | 0        |